# Wolfgang Capiton
Pour les articles homonymes, voir Capiton et Fabricius.
Wolfgang Capiton, né en 1478 à Haguenau et mort le 4 novembre 1541 à Strasbourg, est un réformateur et un théologien alsacien.

## Biographie

### Une carrière d'humaniste
« Wolfgang Capiton » est la forme francisée du nom latin Wolfgangus Capito ou Wolfgangus Fabricius Capito, formes latinisées de Wolfgang Köpfel, Köpfel signifiant « tête » en allemand (en latin caput).
Wolfgang Capiton est le fils d'Agnes Kapp et de Hans Köpfel, un maître forgeron d'Haguenau. Ses surnoms Fabritius et Faber font d'ailleurs référence à la profession de son père. Il est le cousin de l'imprimeur strasbourgeois Wolf Köpfel.
Il fait ses études supérieures à l'Université d'Ingolstadt où il obtient le baccalauréat ès arts en 1501, puis à Heidelberg. À Fribourg-en-Brisgau, il est maître ès arts (1506/1507), puis licencié en 1512. Il est avant tout formé pour devenir médecin, mais il étudie aussi le droit et s'applique à la compréhension de la théologie, de telle sorte qu'il obtient un doctorat en 1515. Il rejoint alors les Bénédictins. Durant ses études, il est formé au contact des humanistes rhénans comme Jacques Wimpfeling, Ulrich Zasius ou Gregor Reisch. Il rencontre à cette époque Matthieu Zell, U. Rhegius et Jacques Sturm, tout comme lui futurs partisans de la Réforme protestante. Il fait également la connaissance de ses futurs adversaires Thomas Murner et Johannes Eck.
Il est pendant trois ans prédicateur de la collégiale de Bruchsal. S'y sentant un peu à l'étroit, il y occupe une partie de son temps à l'apprentissage de l'hébreu, grâce à ses relations avec Œcolampade et de l'hébraïsant Conrad Pellican. Il est ensuite appelé à la cathédrale de Bâle en 1515. C'est à ce moment qu'il rencontre Ulrich Zwingli et qu'il engage une correspondance avec Martin Luther. Engagé comme professeur à l'Université, il peut y déployer ses talents, comme en témoignent son commentaire de l'Épître aux Romains, fruit de prédications latines très suivies, sa collaboration à l'édition grecque du Nouveau Testament établie par Érasme, en 1516, ou son manuel d'hébreu publié en 1518. Il prend plusieurs étudiants sous son aile, parmi lesquels le jeune Caspar Hedio.
En 1520, il part à Mayence suivant en cela la demande d'Albrecht, archevêque de cette ville, qui le nomme rapidement son chancelier. Essayant d'apaiser les tensions religieuses dans la cité, il retarde l'application des édits antiluthériens, tout en modérant le parti luthérien. La même année, il rencontre Frédéric de Saxe. En sa qualité de chancelier, il assiste à la diète de Worms. Ayant sympathisé avec Luther, il se rend lui-même à Wittemberg pour discuter avec lui des réformes que celui-ci propose.
Fuyant la tempête politico-religieuse, il quitte la position brillante qu'il occupe à Mayence, pour s'installer comme prévôt à la collégiale Saint-Thomas de Strasbourg, en 1523. Il acquiert le droit de bourgeoisie dès le 7 juillet.

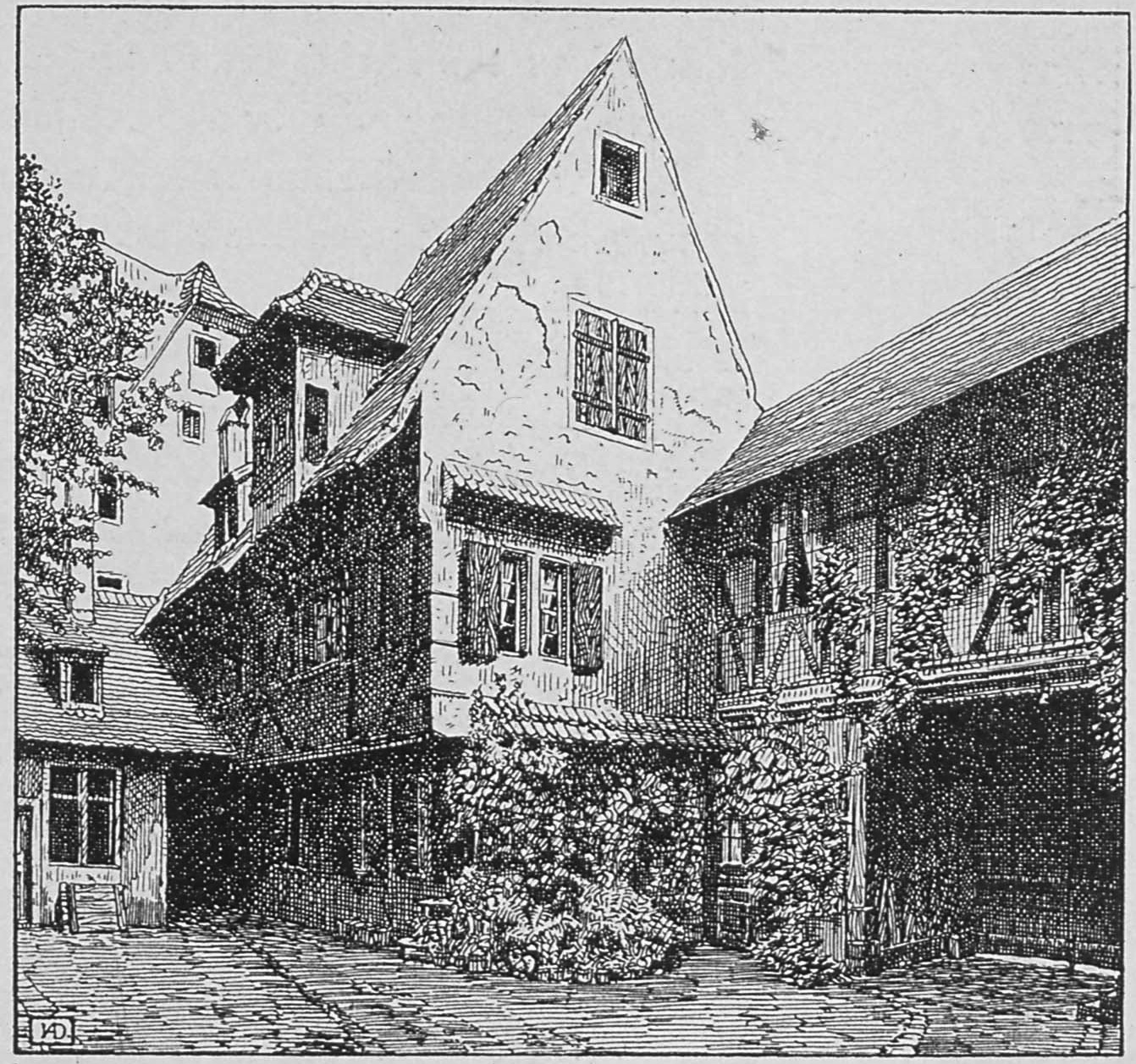
La cour intérieure maison Capiton place Saint-Thomas à Strasbourg (1902).
– Coll. BNUS.

### La Réforme strasbourgeoise
En 1524, il embrasse la Réforme dans la précipitation des évènements qui ont lieu à Strasbourg et sous l'influence de son ami Matthieu Zell. Animé par l'expérience nouvelle d'un peuple urbain avide de la parole de Dieu, il publie une apologie personnelle à l'intention de l'évêque de Strasbourg et fait un appel aux clercs mariés et excommuniés. Sa cause finit par se confondre avec celle de la Réforme strasbourgeoise, à tel point qu'il en prend la tête contre ses opposants. Il se marie alors avec Agnes Rottel, fille d'un membre du Conseil des XV, puissant conseil de Strasbourg chargé de gérer les finances de la ville. Son mariage, ainsi que son élection à la cure de Saint-Pierre-le-Jeune lui permettent d'asseoir son rôle religieux au sein de la ville.
Autrefois élitiste religieux, préférant les livres à l'engagement social, il prend activement part à la vie de la cité. Dès 1524, il donne des cours d'exégèse de l'Ancien Testament, dont témoigne sa publication de plusieurs commentaires bibliques. Dans le cadre de ses activités pastorales, il fait imprimer un catéchisme (Kinderbericht) en 1527. Il intervient également à Altorf au côté de Bucer et de Zell afin d'apaiser une révolte paysanne. Enfin, il mène une campagne de libelles et de pétitions auprès du Magistrat pour demander la suppression totale de la messe catholique romaine, qu'il obtient en 1529. En 1530, Capiton rédige un document, resté inédit, où il retrace le cours des événements et des réformes qu'il y a eu pendant huit ans, afin de justifier, devant l'opinion, les transformations imposées par la nécessité de maintenir l'ordre.
De tous les réformateurs, c'est lui qui montre, à cette époque, le plus d'indulgence envers les membres de la Réforme radicale. Pendant toute une phase de son développement théologique, il est en effet très proche du spiritualisme anabaptiste, n'hésitant pas à abriter plusieurs membres de cette tendance, notamment Michel Servet. Le spiritualisme qu'il affiche dans la dédicace de son commentaire du livre d'Osée à Marguerite de Navarre inquiète d'ailleurs beaucoup Bucer et les autres réformateurs.
Cependant, son tempérament mélancolique, sans doute exacerbé par le décès de sa femme, ainsi que ses doutes théologiques et des difficultés financières, poussent Capiton à s'effacer progressivement devant Bucer. Il abandonne également progressivement toute velléité sectaire, pour se consacrer à l'œuvre d'union entre les Églises et à ses propres travaux. Ainsi, en 1533, il traduit en allemand l'ouvrage unioniste d'Érasme De sarcienda Ecclesia concordia. Le « Synodus de Berne », sans doute élaboré en grande partie par lui, reflète la tendance unioniste de sa pensée, Capiton souhaitant une alliance avec les Suisses à la mort de Zwingli. C'est aussi avec cet esprit qu'il participe à la rédaction de la Concorde de Wittemberg (21-28 mai 1536).
De 1532 à sa mort, il ne cesse de voyager en Suisse et en Allemagne, restant un interlocuteur privilégié des réformateurs qui y demeurent. Il prend part à toutes les diètes et conférences (à l'exception de celles de Ratisbonne), c'est-à-dire aux transactions ecclésiastiques convoquées afin de pacifier les différends entre les religions, ancienne et nouvelle. Il est ainsi présent à la deuxième conférence de Zurich et à la conférence de Marbourg et, avec Bucer, dessine les Confessio Tetrapolitana (la Confession tétrapolitaine), dont il rédige vraisemblablement l'article eucharistique. Il assiste également aux colloques religieux de Haguenau (1540) et de Worms (1540-1541).
Durant les dernières années de sa vie, sa pensée tend de plus en plus vers l'objectivité religieuse et vers un esprit plus « catholique », surtout dans le domaine de l'ecclésiologie et de la doctrine des sacrements. Pendant longtemps, ses deux derniers ouvrages, la Responsio de Missa (1537) et l'Hexemeron Dei opus explicatum a Vuolphgango Fa (1539) sont négligés par l'historiographie. Ils prouvent pourtant qu'il quitte définitivement à cette époque son idéalisme religieux pour se tourner davantage vers des réalités tangibles, notamment en ce qui concerne les devoirs de l'État ou la nécessité de protéger les familles des difficultés économiques.
Capiton meurt de la peste en 1541. En 1532, il s'était remarié avec Wibrandis Rosenblatt, veuve d'Œcolampade, qui elle-même se remarie, après la mort de Capiton, avec Bucer.

## Postérité de sa pensée
Dès 1525, Capiton héberge plusieurs Français et Wallons réfugiés en Alsace, comme Jacques Lefèvre d'Étaples, Simon Robert ou Michel d'Arande. En les faisait bénéficier de ses compétences d'hébraïsant, il  marque leurs orientations exégétiques et donc celles de l'évangélisme français. Il influence également Calvin lors du séjour de celui-ci à Strasbourg (1538-1541).
Cependant, c'est surtout l'aspect spirituel de ses travaux qui marque les générations suivantes, et notamment le piétisme.
Ses relations avec Martin Cellarius, dont il a préfacé le De operibus, le font longtemps soupçonner d'arianisme.

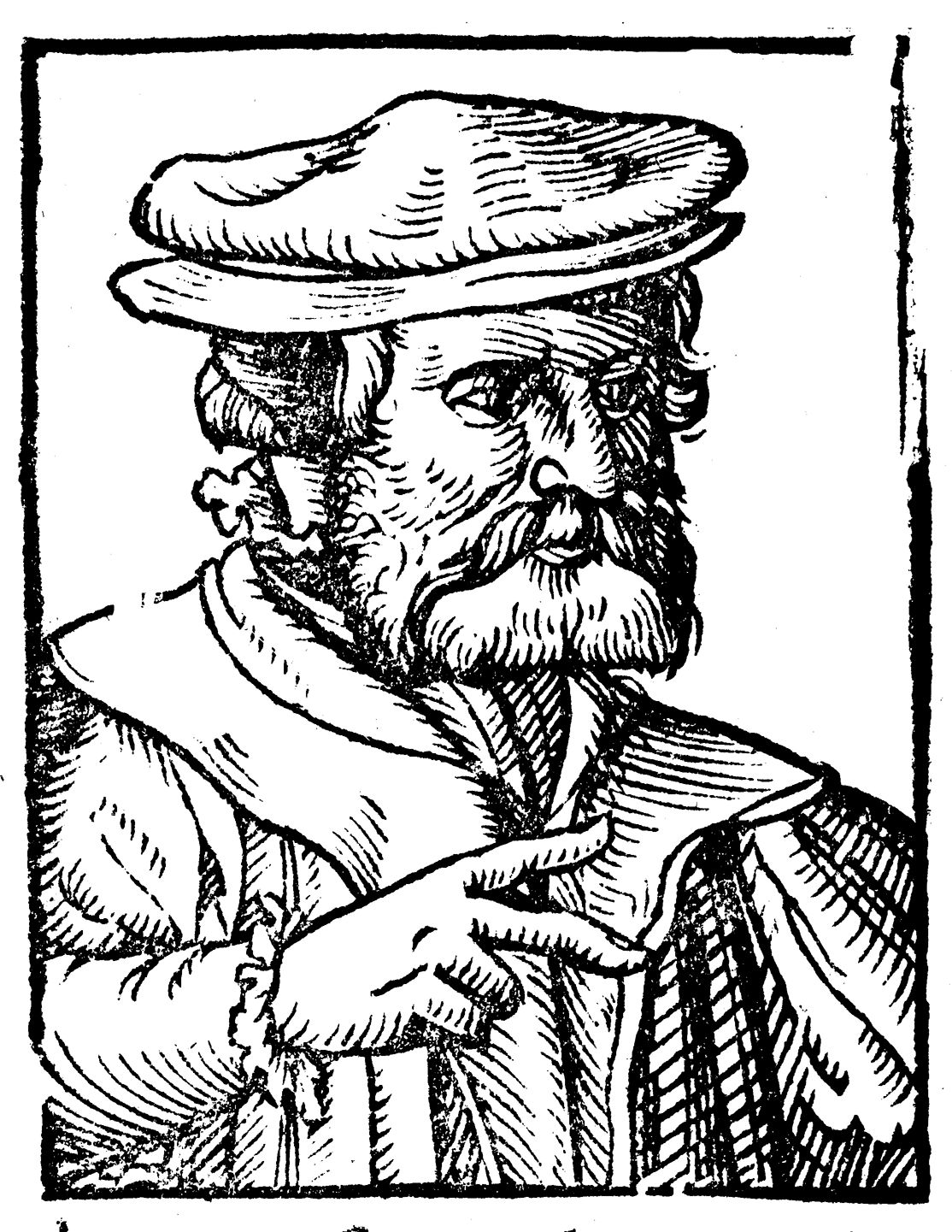
Wolfgang Fabricius Capito par Heinrich Pantaleon (1565-1566)

## Œuvres principales
- Institutionum Hebraicarum libri duo, un manuel d'hébreu
- Enarrationes in Habacuc et Hoseam Prophetas
- une Vie d'Œcolampade, écrite avec Simon Grynaeus, Strasbourg, 1617, in-8. (contient un passage sur le synode de Berne (1532))
- une version en grec de l' Iliade où il se référence comme volfivs cephalaevs ou wolfius cephalaeus.

Les publications de Capiton comprennent 41 titres.

## Sources partielles
- Marie-Nicolas Bouillet  et Alexis Chassang (dir.), « Wolfgang Capiton » dans Dictionnaire universel d’histoire et de géographie, 1878 (lire sur Wikisource)
- (en) « Wolfgang Capiton », dans Encyclopædia Britannica [détail de l’édition], 1911 (lire sur Wikisource).